# Gridley (Kalifornia)
Gridley város az Amerikai Egyesült Államok Kalifornia államában, Butte megyében. Lakosainak száma 7421 fő (2020. április 1.).

## Népesség
A település népességének változása:

| 2010 | 6 584 |
| 2020 | 7 421 |